# Вольф (команда Формулы-1)
Уолтер Вольф Рэйсинг (англ. Walter Wolf Racing) — спортивная команда, участница чемпионатов Мира по автогонкам в классе Формула-1 с 1976 по 1980 года.
В 1975 году югославский и канадский предприниматель Уолтер Вольф появился на сцене Формулы-1 с целью подготовки к следующему сезону. Годом позже он приобрел 60 % команды Фрэнк Уильямс Рэйсинг с согласия Фрэнка Уильямса — управляющего командой. Одновременно Вольф приобрел имущество команды Хескет, которая недавно покинула чемпионат. Команда размещалась на площадях Уильямс, однако использовались автомобили и оборудование Хескет. Шасси — Хескет 308C, позже ставшее Вольф-Уильямс FW05 и доработанное доктором Харви Постлтуэйтом. Бельгиец Жаки Икс и француз Мишель Леклер были наняты для управления болидом. Однако, команда была не очень конкурентоспособной и в течение года не была квалифицирована во многих гонках. Леклер покинул команду после Гран-при Франции и его заменил Артуро Мерцарио, в то время как Икс выступал неудачно, и после Гран-при Великобритании его заменяли несколько рента-драйверов.
В конце сезона 1976 года Вольф произвел реструктуризацию команды. Он уволил Фрэнка Уильямса с должности управляющего и заменил его Петером Уарром из команды Лотус. Разочарованный после увольнения Уильямс совместно с Патриком Хэдом возродили команду Уильямс Гран-при Инжиниринг. В 1977 году команда представила обновленный WR1 с доработанным Косуортом с пилотом Джоди Шектером, приглашенным из Тиррелла. На первом же Гран-при сезона Джоди Шектер одержал победу. Победа в Гран-при была заслугой везучести Джоди, так как шесть из девяти пилотов перед Джоди на старте сошли с трассы во время гонки. Впоследствии Джоди одержал победу на Гран-при Монако и Гран-при Канады, и ещё с шестью подиумами стал вторым по итогам сезона, проиграв Ники Лауде 17 очков. В кубке конструкторов сезона 1977 команда Вольф заняла четвёртое место.

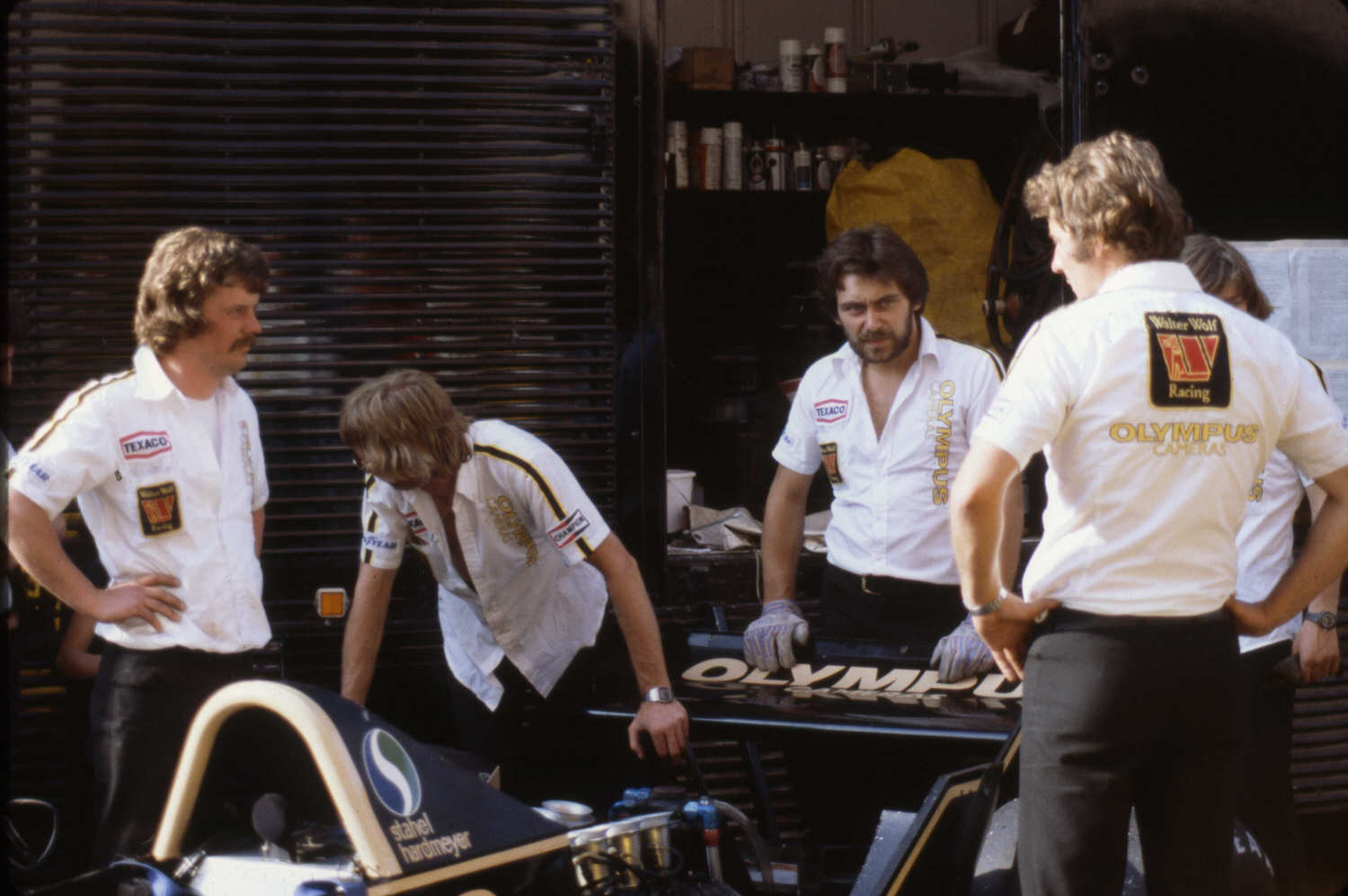

В начале сезона 1978 года Постлтуэйт разработал новую модель WR5. Однако автомобиль смог стартовать только на Гран-при Бельгии, впоследствии финишировав четвёртым на Гран-при Испании и вторым на Гран-при Германии. Но вскоре WR5 был заменен моделью WR6 с которой Джоди финишировал третьим на Гран-при США и вторым на Гран-при Канады. По итогу сезона 1978 года Джоди финишировал седьмым.
В 1979 году Шектер покинул команду и подписал контракт с Феррари и Вольф заменил его Джеймсом Хантом. Постлтуэйт разработал новую модель WR7 при спонсорской поддержке Олимпус (англ. Olympus). Однако модель была не очень удачной и запомнилась семью сходами в первой половине сезона. Модель WR7 в середине сезона была заменена моделью WR8. Также в середине сезона Вольф заменил часто сходившего с дистанции Ханта на нового быстрого пилота Кеке Росберга. Появление модели WR9 не сильно изменило ситуацию к лучшему, и в конце сезона Вольф заявил, что устал от своих приключений в Формуле-1, и продал имущество компании Эмерсону Фиттипальди, который объединил его с командой Фиттипальди (англ. Fittipaldi Automotive).

## Результаты участия в чемпионате Формула-1
| Год  | Команда            | Пилот           | Этапов |
| ---- | ------------------ | --------------- | ------ |
| 1976 | Wolf-Williams-Ford | Жаки Икс        | 8      |
| 1976 | Wolf-Williams-Ford | Артуро Мерцарио | 7      |
| 1976 | Wolf-Williams-Ford | Мишель Леклер   | 7      |
| 1976 | Wolf-Williams-Ford | Ханс Биндер     | 1      |
| 1976 | Wolf-Williams-Ford | Уорик Браун     | 1      |
| 1977 | Wolf-Ford          | Джоди Шектер    | 17     |
| 1978 | Wolf-Ford          | Джоди Шектер    | 16     |
| 1978 | Wolf-Ford          | Кеке Росберг    | 4      |
| 1978 | Wolf-Ford          | Бобби Рэйхол    | 2      |
| 1979 | Wolf-Ford          | Кеке Росберг    | 8      |
| 1979 | Wolf-Ford          | Джеймс Хант     | 7      |